# Le Joyeux Phénomène
Pour plus de détails, voir Fiche technique et Distribution.
Le Joyeux Phénomène (titre original : Wonder Man) est un film américain réalisé par H. Bruce Humberstone, sorti en 1945.

## Fiche technique
- Titre : Le Joyeux Phénomène
- Titre original : Wonder Man
- Réalisation : H. Bruce Humberstone
- Scénario : Don Hartman, Melville Shavelson et Philip Rapp (en) d'après une histoire de Arthur Sheekman (en)
- Adaptation : Jack Jevne (en) et Eddie Moran
- Photographie : Victor Milner et William E. Snyder
- Montage : Daniel Mandell
- Musique : Ray Heindorf et Heinz Roemheld
- Direction musicale : Louis Forbes (de)
- Direction artistique : Ernst Fegté
- Décors : Howard Bristol (en)
- Costumes : Travis Banton et Mary Grant (en)
- Pays de production :  États-Unis
- Producteur : Samuel Goldwyn
- Société de production : Samuel Goldwyn Productions
- Société de distribution : RKO Pictures
- Genre : Comédie, fantastique et film musical
- Format : Couleur (Technicolor) - Son : Mono (Western Electric Recording)
- Durée : 98 minutes
- Dates de sortie : 
  - 8 juin 1945 première New York (États-Unis)
  - 16 avril 1948 en France

## Distribution
- Danny Kaye : Edwin Dingle / Buzzy Bellew
- Virginia Mayo : Ellen Shanley
- Vera-Ellen : Midge Mallon
  - June Hutton : voix chantée de Midge Mallon
- Donald Woods : Monte Rossen
- S. Z. Sakall : Schmidt
- Allen Jenkins : Chimp
- Edward Brophy : Torso
- Steve Cochran : Ten Grand Jackson
- Otto Kruger : District Attorney
- Richard Lane : Assistant District Attorney
- Natalie Schafer : Mme Hume
- Huntz Hall : Le marin
- Virginia Gilmore : L'amie du marin
- Edward Gargan : Le policier
- Alice Mock : Prima Donna
- Gisela Werbisek : Mme Schmidt

Acteurs non crédités
- Luis Alberni : Le souffleur à l'opéra
- Leon Belasco : Le pianiste
- Cecil Cunningham : La bonimenteuse
- Byron Foulger : Un client de Deli
- Larry Steers : Le patron du Pelican Club

Voix Françaises - 2éme doublage
- Danny Kaye (VF : Francis Lax) : Edwin Dingle / Buzzy Bellew
- Virginia Mayo (VF : Sophie Réal) : Ellen Shanley
- Vera-Ellen (VF : Céline Monsarrat) : Midge Mallon
- Donald Woods (VF : Maurice Sarfati) : Monte Rossen
- S. Z. Sakall (VF : René Bériard) : Schmidt
- Allen Jenkins (VF : Claude Joseph) : Chimp
- Edward Brophy (VF : Henri Djanik) : Torso
- Steve Cochran (VF : Pierre Arditi) : Ten Grand Jackson
- Richard Lane (VF : Georges Berthomieu) : Assistant District Attorney
- Natalie Schafer (VF : Michelle Bardollet) : Mme Hume
- Gisela Werbisek (VF : Ginette Frank) : Mme Schmidt

## Distinctions
Le film a été présenté en sélection officielle en compétition au Festival de Cannes 1946.